# Белари
Белари је град у Индији у држави Карнатака. Према незваничним резултатима пописа 2011. у граду је живело 409.644 становника.

## Становништво
Према незваничним резултатима пописа, у граду је 2011. живело 409.644 становника.
| 1991.   | 2001.   | 2011.   |
| ------- | ------- | ------- |
| 266.036 | 316.766 | 409.644 |